# Stockton (Illinois)
Stockton – wieś w Stanach Zjednoczonych, w stanie Illinois, w hrabstwie Jo Daviess.